# Rolf Maurer
Rolf Maurer (Hedingen, 16 april 1938 - aldaar, 6 juni 2019) was een Zwitsers wielrenner. Hij beëindigde zijn carrière in 1969.

## Belangrijkste overwinningen
1961
- Kampioenschap van Zürich

1963
- 4e etappe Ronde van Romandie
- 12e etappe Ronde van de Toekomst

1964
- Eindklassement Ronde van Romandië
- 2e etappe Ronde van Zwitserland
- 3e etappe Ronde van Zwitserland
- Eindklassement Ronde van Zwitserland

1966
- 1e etappe Tirreno-Adriatico

1968
- 5e etappe Ronde van Zwitserland

## Resultaten in voornaamste wedstrijden
| Jaar | Ronde van Italië | Ronde van Frankrijk | Ronde van Spanje |
| ---- | ---------------- | ------------------- | ---------------- |
| 1961 |                  |                     |                  |
| 1963 |                  |                     |                  |
| 1964 | 9e (1)           |                     |                  |
| 1965 |                  |                     |                  |
| 1966 | 10e              |                     |                  |
| 1967 | 25e              |                     |                  |
| 1968 | 32e              |                     |                  |
| 1969 | opgave           |                     |                  |

| Jaar | Milaan-San Remo | Parijs-Roubaix | Luik-Bast.‑Luik |  | WK op de weg |
| ---- | --------------- | -------------- | --------------- |  | ------------ |
| 1961 |                 |                |                 |  | 31e          |
| 1963 | 125e            |                |                 |  | 16e          |
| 1964 |                 |                |                 |  | 24e          |
| 1965 |                 |                |                 |  | 28e          |
| 1966 | 6e              |                |                 |  |              |
| 1967 | 106e            |                |                 |  |              |
| 1968 | 6e              |                | 22e             |  |              |
| 1969 | 62e             | 35e            |                 |  |              |

- Gemeinsame Normdatei: 1188900463
- Virtual International Authority File: 5673156223661505400005